# Enrique Guallapa
Luis Enrique Guallpa Suquilema (30 lipca 1988) – ekwadorski zapaśnik walczący w obu stylach. . Ósmy na igrzyskach panamerykańskich w 2015. Szósty na mistrzostwach panamerykańskich w 2025. Złoty medal na mistrzostwach Ameryki Południowej w 2015 i srebrny w 2009. Drugi na igrzyskach boliwaryjskich w 2013 i czwarty w 2022 roku. Jego brat Milton Guallapa jest również zapaśnikiem.